# 디옥시구아노신 일인산
디옥시구아노신 일인산(영어: deoxyguanosine monophosphate, dGMP)은 디옥시리보뉴클레오타이드이며, DNA를 구성하는 4가지 단위체 중 하나이다. 디옥시구아노신 일인산은 구아노신 일인산(GMP)의 유도체로 5탄당의 2'탄소 상의 하이드록시기(-OH)가 수소 원자(-H)로 치환된 디옥시리보스를 가지고 있다. 디옥시구아노신 일인산은 디옥시구아닐산이라고도 하며, dGMP로 약칭된다.

## 같이 보기
- 보조 인자
- 구아노신
- 핵산
- 뉴클레오타이드
- 디옥시구아노신
- 디옥시구아노신 이인산 (dGDP)
- 디옥시구아노신 삼인산 (dGTP)